# Lokomotiv FFJ 034

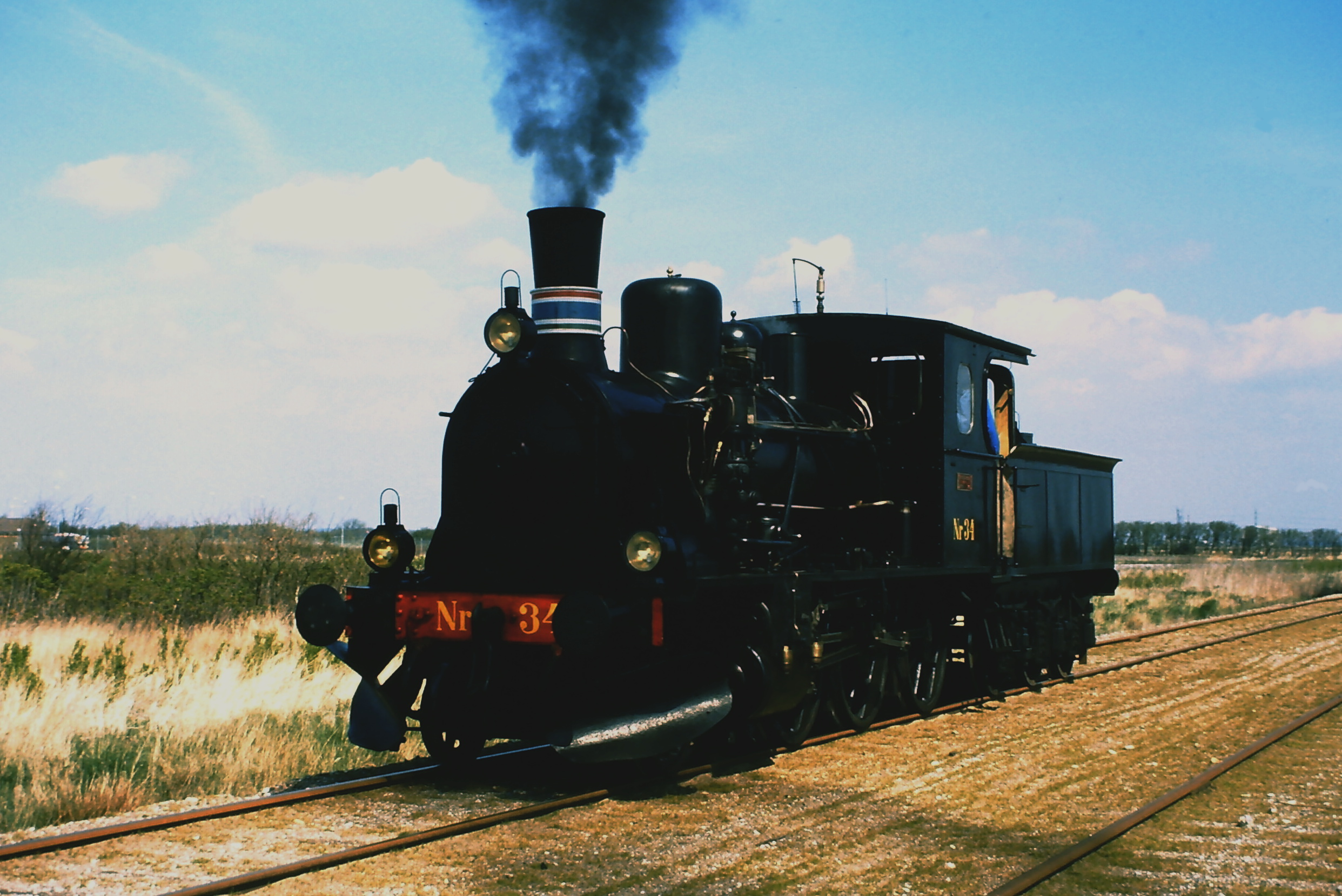
FFJ 034

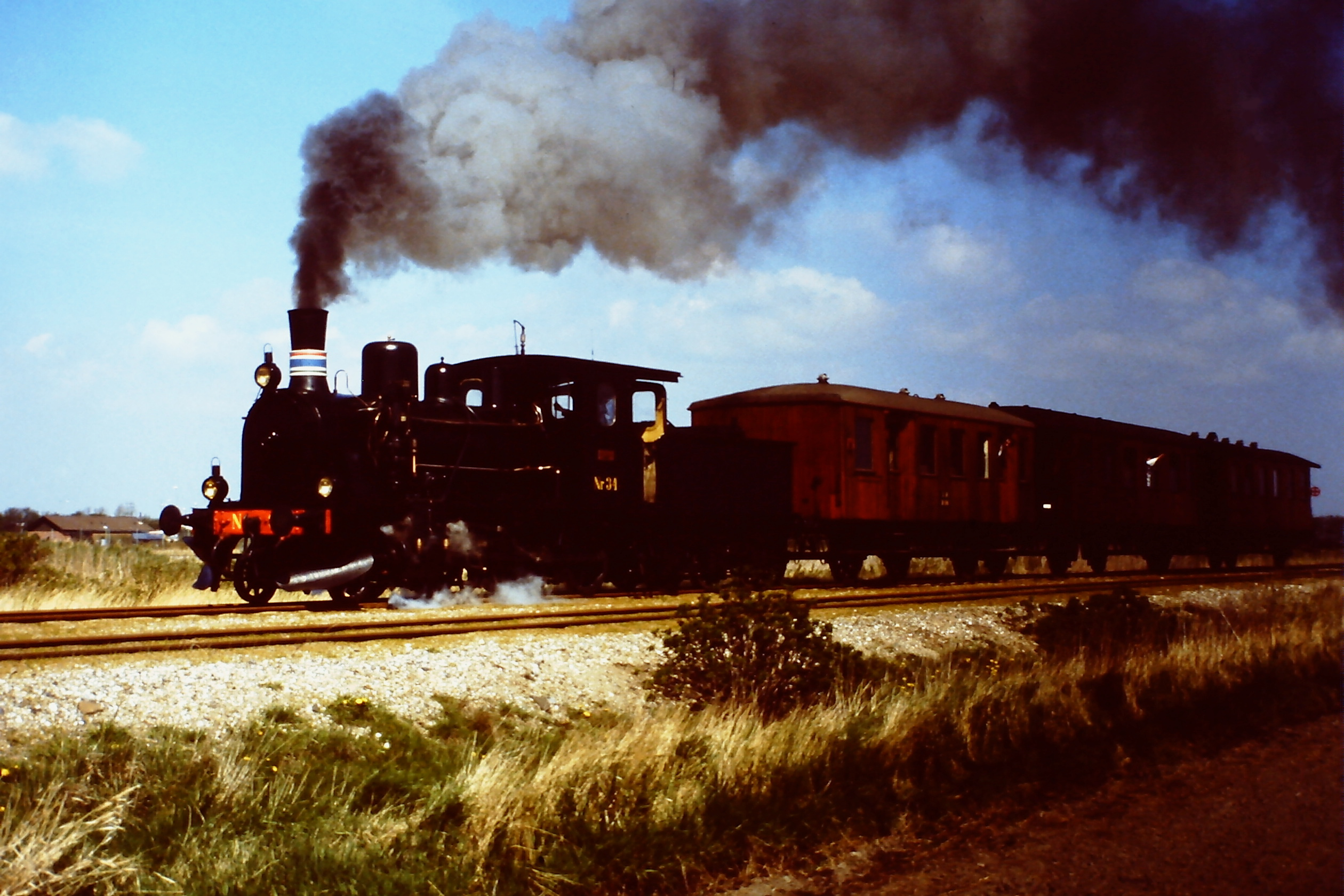
Veterantåg för Limfjordbanen

Lokonotiv FFJ 034 är ett veteranlokomotiv, som tidigare trafikerat Fjerritslev–Frederikshavn Jernbane på Nordjylland.
Aalborg Privatbaner köpte 1909–1924 en serie på 13 ånglokomotiv. Det första i denna serie, FFJ 010, tillverkades av Nydqvist & Holm i Trollhättan. Detta lokomotiv är en variant för normalspår av lokomotiv som 1908 hade levererats till Västergötland–Göteborgs Järnvägar med spårvidden 891 millimeter. FFJ 010 visade sig vara väl ägnat att dra järnvägsbolagets godståg. Eftersom dåtidens persontåg  framfördes i högst 45 kilometerJ/timme, fungerade de bra också för stora persontåg. År 1910 beställdes tre lok till av denna typ, men denna gång från Henschel & Sohn i Kassel och Borsig i Berlin i Tyskland. Det femte i serien, FFJ 034, tillverkades 1916 av Henschel med tillverkningsnummer 13965.
FFJ 034 var i drift till omkring 1953 och tillryggalade omkring en miljon kilometer. Det placerades därefter i lokstallet i Asaa, där det oavsiktligt eller avsiktligt glömdes bort, samtidigt som järnvägsbolagets övriga fordon skrotades. Lokomotivet såldes 1966 till Vesterkæret Skole och ställdes på en lekplats i Aalborg. År 1973 fick den nygrundade veteranjärnvägsföreningen Limfjordsbanen möjlighet att få lokomotivet utbytt mot ett annat lok på lekplatsen. 
Efter nio års renoveringsarbete blev FFJ 034 åter körklart 1982. År 1986 överlämnades det av Aalborgs kommun till Limfjordbanen i samband med Dansk Jernbane-Klubs 25-årsjubileum.